# Kalash (rapper)
Kalash, pseudonimo di Kévin Valleray (Strasburgo, 12 giugno 1988), è un cantante e rapper francese di origine martinicana.

## Biografia

### Infanzia religiosa
Kalash è nato il 12 giugno 1988 a Strasburgo, dove suo padre Ralph Valleray è venuto a proseguire gli studi di filosofia e storia prima di diventare professore di filosofia in un liceo avventista a Sainte-Luce in Martinica. Lascia la città con i suoi genitori, due mesi. Trascorse la sua infanzia in un'atmosfera religiosa all'interno della chiesa avventista del settimo giorno, attraverso suo padre, che studiò teologia in Giamaica per 4 anni, come i suoi due pastori e teologi Guy e Joel Valleray. Sua madre, Murielle nata Filin, risposata con il tradizionale campione di vela, Joseph Mas alias Athon, è un'infermiera certificata dallo stato, un'infermiera in Martinica.
Kalash trascorse i suoi primi quattro anni d'infanzia alla Cité Dillon, un famoso quartiere di Fort-de-France. Dopo la separazione dei suoi genitori nel 1994, visse a Saint-Esprit, poi nella città di François.
L'infanzia di Kalash è musicalmente segnata dalla figura di Bob Marley il cui padre è un fervente ammiratore.
Kalash fa quasi tutto il suo percorso scolastico nelle istituzioni avventiste del settimo giorno: Kerlys Primary School e poi Rama College/High School a Monestry St. Luce. Mantiene una profonda impregnazione religiosa e soprattutto un'intensa fede in Dio. Il suo ultimo anno di liceo è stato alla Schoelcher High School.
Kalash è stato immerso in un ambiente religioso, ma tutta la sua evoluzione successiva mostra totale libertà dalle chiese. I suoi tre titoli, Only God can judge me, 4 croisées e soprattutto Selon moi, esprimono questa dimensione religiosa e spirituale.

### Primi passi nella dancehall
Kalash ha debuttato nel mondo underground nel 2003, apparendo in diverse compilation dancehall. Influenzato dai cantanti (Bounty Killer, Admiral T ...) del suo tempo e dal folklore martinicano, iniziò giovanissimo nella musica. Grazie alle sue prime composizioni come Pran Pié o Mama, sta diventando sempre più conosciuto e apprezzato dal pubblico caraibico. Il 29 marzo 2010, ha pubblicato il suo primo album omonimo sull'etichetta Chabine Prod. Nel 2011, Kalash ha vinto il SACEM Martinique Award nella categoria Reggae Dancehall per la sua canzone Pran Pié. Nel giugno 2013, ha pubblicato il suo secondo album 2 #Classic.

### Fatti di violenza
Nella notte tra il 13 e il 14 novembre 2014, Kalash e Admiral T vengono messi in custodia per violenza aggravata. Sono accusati di aver aggredito tre poliziotti, apparentemente in stato di ubriachezza. I due cantanti contestano questa versione e affermano di essere stati vittime della violenza della polizia. Il 15 novembre vengono rilasciati e posti sotto controllo giudiziario. Il loro file è stato restituito alle istruzioni. Kalash sarà giudicato per i seguenti motivi: ubriachezza, violenza su un agente di polizia (2 giorni di ITT), calci, pugni, proiezioni al suolo, violenza su un agente di polizia, schiaffi, radio e occhiali strappati via, disprezzo di un ufficiale di polizia.
Fu arrestato la notte del 16 marzo 2019 a Parigi dopo aver colpito diverse auto sugli Champs-Élysées con una Porsche. Fu messo in custodia per disprezzo e ribellione contro un responsabile dell'autorità pubblica. Sarà processato il 19 settembre 2019 davanti al tribunale di Parigi per reato di fuitemais inoltrando una denuncia contro la polizia per violenza della polizia che gli avrebbe causato una frattura del naso e due denti rotti.

### Kaosdisco d'oro
Nel luglio 2014 è uscito il singolo gangster rap Bando, il singolo è stato un grande successo e Kalash è stato trasmesso da Booba, che lo avrebbe presentato sulla scena metropolitana, e collaborato due volte al prossimo album di Kalash. Il 6 maggio 2016, Kaos ha pubblicato il terzo album di Kalash con brani che vanno dal rap al dancehall. L'album raggiunse il 4º posto dell'album principale francese, passando a 7 034 copie durante la sua prima settimana di attività. L'album è certificato oro a luglio 2016.

### Condanna per possesso di arma illegale
È stato condannato il 26 ottobre 2016 a una pena detentiva sospesa di sei mesi per possesso non autorizzato di un'arma di categoria B. L'arma, del valore di 2.000 euro, è stata scoperta dalla polizia durante 'una ricerca della casa fatta a maggio 2016.

### Vita privata
È parente di un ragazzo di nome Éthan, nato l'11 dicembre. Sposato con Ingrid Littré, ex Martinica Queens e finalista di Miss Mondo 2009, danno alla luce la figlia, Iéva, nata il 13 settembre 2017.

## Discografia

### Album in studio
- 2010 – Kalash
- 2013 – 2 #Classic
- 2016 – Kaos
- 2017 – Mwaka Moon
- 2019 – Diamond Rock
- 2022 – Tombolo

### Compilation
- 2012 – Deluxe Edition
- 2014 – Le coffret hits 2009-2014

### Singoli
- 2017 – Mwaka Moon (feat. Damso)